# 布雷肯里奇 (科罗拉多州)
布雷肯里奇（英語：Breckenridge），是美国科罗拉多州萨米特县下属的一座城市。建市于1880年3月3日，面积大约为5.911平方英里（15.31平方公里）。根据2010年美国人口普查，该市有人口4,540人。2011年估计该市有人口4,537人，相比2010年人口增长率为-0.07%。同时，论人口该市是科罗拉多州第77大城市。